# Demon
För datortermen, se daemon

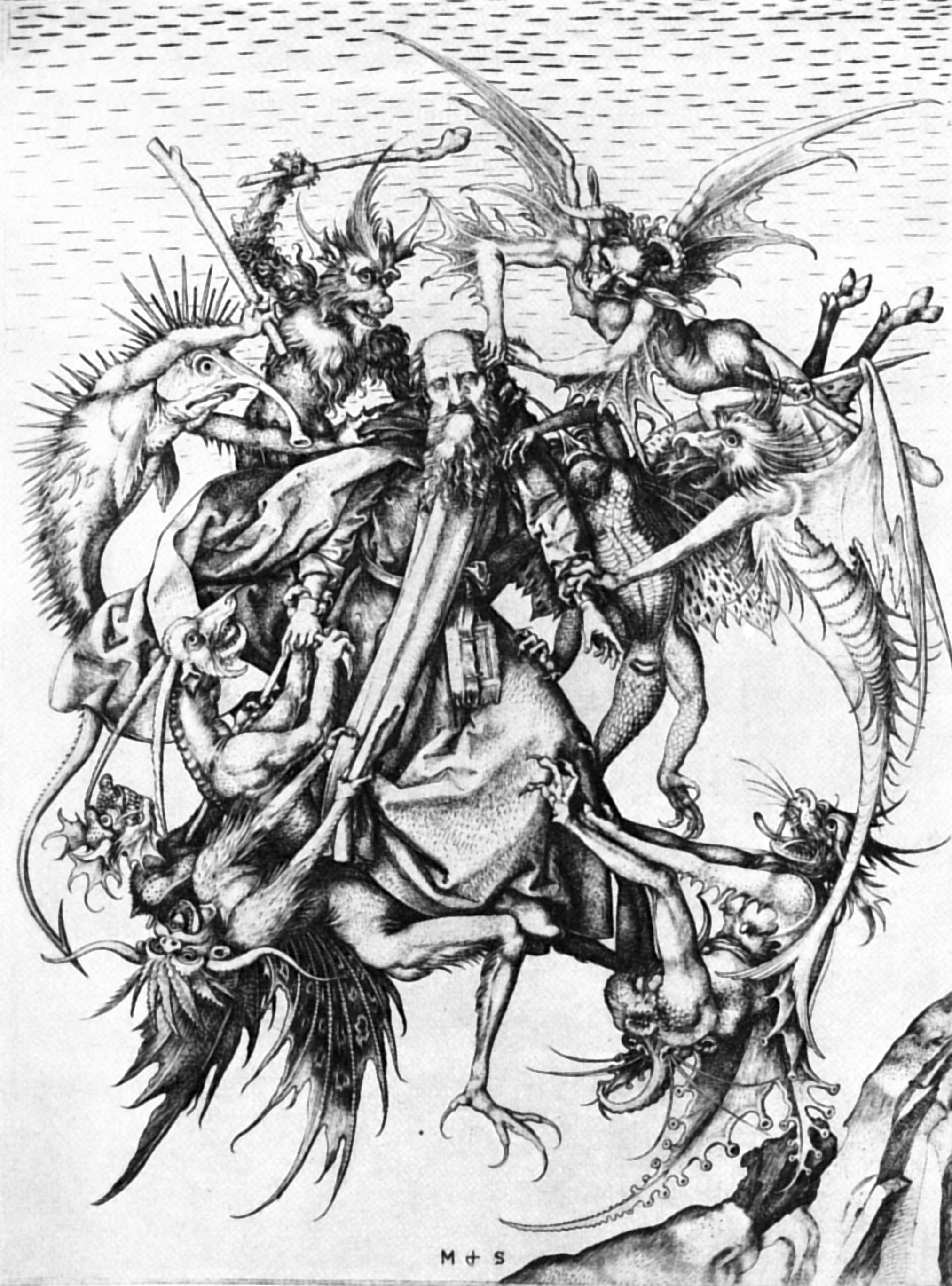
Antonios Eremiten plågas av demoner.

En demon (gr. dai'mon, lat. daemon) är en övernaturlig varelse. Historiskt sett förekommer tro på demoner, eller berättelser om demoner, inom religion, ockultism, litteratur, fiktion, mytologi och folktro, såväl som i media som tecknade serier, datorspel, filmer och tv-serier.
Tron på demoner går förmodligen tillbaka till äldre stenåldern, och härrörde från mänsklighetens rädsla för det okända, det konstiga och det fruktansvärda. 

## Etymologi
Ordet "demon" härstammar från grekiskan, där det ursprungligen betydde "andevarelse" eller "gudomlig kraft". Ordet kommer från det grekiska ordet "daimon", vilket sannolikt härstammar från "daio", som betyder "att fördela eller dela ut". I den klassiska grekiska litteraturen, åtminstone hos Homeros och skalderna, är en demon ett slags gudaväsen av lägre ordning. 
I senare tid, efter Platon, tilldelas i litteraturen liksom i folktron en "daimon" åt var människa såsom hennes dubbelväsen eller skyddsande. Eller också betraktades demonen som den vandrande ande, som tagit säte i människan och utgjorde personens själ. Vissa rationaliserande senstoiker gjorde "daimon" ifrån att vara en andevarelse för sig till det gudomliga, förnuftiga i människan. 
Lägre gudomligheter och andar, liknande grekernas demoner, förekommer med olika betydelser i all folktro.[källa behövs] Sokrates "daimonion" uppenbarade sig som en röst som varnade honom för det han inte borde göra. Demoner är enligt den judisk-kristna teologin fallna änglar som Satan drog med sig i syndafallet. 